# تارلوک سینگ ساندو
تارلوک سینگ ساندو (انگلیسی: Tarlok Singh Sandhu؛ زادهٔ ۱ ژانویهٔ ۱۹۵۵) بازیکن بسکتبال اهل هند بود. وی در بازی‌های المپیک تابستانی ۱۹۸۰ شرکت کرده‌است.